# Битка код Равене (1512)
Битка код Равене (енгл. Battle of Ravenna), вођена 11. априла 1512, била је одлучујући сукоб између француских и шпанских трупа у италијанским ратовима. Завршена је француском победом.

## Супротстављене снаге
Да би спречиле пад Равене, којој су француске јединице (око 23.000 пешака и коњаника са око 50 топова) под командом Гастона Фоа већ подишле, шпанске снаге напуљског вицекраља Рајмонда Кардоне (шп. Raimondo Cardona) јачине око 16.000 пешака и коњаника под командом Педра Навара, организовале су положаје југоисточно од града у облику полукруга, са наслоном оба крила на реку Ронко (итал. Ronco). Прву линију чиниле су шпанске елитне јединице, другу италијанска, а трећу шпанско-италијанска пешадија. Око 1.400 тешких коњаника и 24 артиљеријска оружа налазило се на левом, а 1.500 лаких коњаника на десном крилу; главнина коњице била је иза пешадије.

## Битка
Французи су у зору неометано прешли реку Ронко на око 500 м од шпанских положаја и ради обухвата противникових снага, формирали полукружни нападни поредак с пешадијом у центру, тешком коњицом и делом артиљерије на десном, а лаком коњицом и остатком артиљерије на левом крилу.
Судар је почео артиљеријским двобојем и обостраним јуришима пешадије и коњице, уз велике губитке. Решење је донело престројавање и концентација француске артиљерије на крајње лево крило, која је својим дејством, уз бочно дејство коњице, нанела одлучујући пораз густој маси шпанске пешадије и коњице.

## Последице
Укупно је погинуло и рањено око 9.000 људи, од чега око 4.000 Француза. Тактичка новина коју је донео судар код Равене, употреба артиљерије у нападу, односно артиљеријска припрема и подршка, решили су исход битке.